# Day of the Dead (álbum)
Day of the Dead  —en español: Día de los muertos— es el cuarto álbum de estudio de la banda estadounidense de rap rock Hollywood Undead. Originalmente programado para ser lanzado el verano de 2014, Day of the Dead se fija para ser lanzado 31 de marzo de 2015, en Interscope Records. El primer sencillo del álbum, "Day of the Dead " fue lanzado el 21 de octubre de 2014. El segundo sencillo, "Usual Suspects" se fija para ser lanzado 17 de febrero de 2015.
Antes del lanzamiento del álbum, la banda declaró que el nuevo material contaría con una nueva dirección en su música, combinando los elementos rap rock de su álbum debut, Swan Songs, las mezclas electrónicas de American Tragedy y el sonido de metal alternativo de Notes from the Underground, manteniendo al mismo tiempo un sonido original.
Day of the Dead fue último álbum para el baterista Matthew Busek, más conocido como "Da Kurlzz" quien dejó la banda a mediados de 2017.

## Producción
Desde el lanzamiento de su tercer álbum, Notes from the Underground, que fue lanzado en enero de 2013, Hollywood Undead había estado trabajando intensamente en su cuarto esfuerzo. El álbum fue molestado por numerosas fotos y anuncios clasificados publicados por la banda a través de sitios web de medios sociales como Facebook e Instagram. El 12 de abril de 2014, Johnny 3 Tears publicó una foto en su Instagram revelando planes para la banda para lanzar un nuevo álbum en el verano.

## Sencillos y promoción
Para promocionar el nuevo álbum, la banda se embarcará en la gira de publicación del disco, comenzando 9 de marzo de 2015 en Filadelfia, Pensilvania, y finaliza el 30 de marzo en Los Ángeles, California. Los aficionados que compren boletos tendrán acceso a una descarga digital del álbum (incluyendo cada sencillo lanzado antes de la llegada del álbum). Antes del lanzamiento del primer sencillo, fue promocionado a través de sitios web de medios sociales como Facebook, Instagram y Twitter. El 21 de octubre de 2014, el primer sencillo del álbum, fue lanzado a través de Revolver Magazine. El nombre del álbum también fue revelado, es el mismo que el sencillo.
Se anunció que el álbum estaría disponible para la preventa el 17 de febrero, junto con el lanzamiento de la segunda canción del álbum, "Usual Suspects".
El sencillo llamado 'Gravity' fue lanzado el 23 de febrero. En los días previos al lanzamiento del nuevo CD, la banda presentará cinco nuevas canciones del álbum todos los martes, que comenzó con "Usual Suspects" el 17 de febrero a 3 de marzo de ser una excepción, donde en lugar de la banda era lanzar el video musical de "Day of the Dead". Sin embargo, se retrasó y varias muestras de la canción fueron liberados 7 de marzo.
"How We Roll" fue lanzado como sencillo el 9 de marzo, un día antes para compensar la liberación retardada del video musical "Day of the Dead", "Live Forever" el 16 de marzo, y "Disease" el 23 de marzo
La banda lanzó canciones cada semana comenzando con Usual Suspects. Además, pusieron nuevas máscaras de cada miembro de la banda en las ilustraciones para cada individual con:
- Johnny 3 Tears en Usual Suspects.
- Danny de Gravity.
- J-Dog en el How We Roll.
- Funny Man en Live Forever.
- Da Kurlzz de Disease.
- Charlie Scene en Day of the Dead (video musical).

La banda también hizo una gira de lanzamiento del álbum en todo el mes de marzo en los EE. UU., que culminó de vuelta a casa en Los Ángeles el 31 de marzo.

## Lista de canciones
| Standard edition |                                           | |                             |          |  |
| N.º              | Título                                    | Escritor(es)                                                                                        | Producer                    | Duración |  |
| 1.               | «Usual Suspects»                          | Dylan Álvarez, Matthew Busek, Jorel Decker, Sean Gould Daniel Murillo, George Ragan, Jordon Terrell | Gould                       | 3:44     |  |
| 2.               | «How We Roll»                             | Álvarez, Busek, Decker, Gould, Murillo, Ragan, Terrell                                              | Gould, Danny Lohner         | 4:45     |  |
| 3.               | «Day of the Dead»                         | Busek, Decker, Gould, Murillo, Ragan, Terrell                                                       | Gould                       | 3:55     |  |
| 4.               | «War Child»                               | Álvarez, Decker, Gould, Ragan, Terrell                                                              | Gould, Matt Squire, Terrell | 3:58     |  |
| 5.               | «Dark Places»                             | Busek, Decker, Murillo, Ragan, Terrell                                                              | Decker                      | 4:39     |  |
| 6.               | «Take Me Home»                            | Griffin Boice, Murillo, Terrell                                                                     | Boice, Terrell              | 3:48     |  |
| 7.               | «Gravity»                                 | Álvarez, Busek, Decker, Gould, Murillo, Ragan, Terrell                                              | Gould                       | 3:19     |  |
| 8.               | «Does Everybody in the World Have to Die» | Boice, Decker, Ragan                                                                                | Boice                       | 3:17     |  |
| 9.               | «Disease»                                 | Decker, Gould, Murillo, Ragan, Terrell                                                              | Gould, Lohner               | 3:31     |  |
| 10.              | «Party by Myself»                         | Álvarez, Boice, Terrell                                                                             | Boice                       | 4:10     |  |
| 11.              | «Live Forever»                            | Álvarez, Decker, Gould, Murillo, Ragan, Terrell                                                     | Gould                       | 3:40     |  |
| 12.              | «Save Me»                                 | Álvarez, Boice, Busek, Decker, Murillo, Ragan                                                       | Boice                       | 3:27     |  |

### Deluxe Edition
| Deluxe edition bonus tracks |                  |                                      |          |          |  |
| N.º                         | Título           | Escritor(es)                         | Producer | Duración |  |
| 13.                         | «Guzzle, Guzzle» | Álvarez, Boice, Busek, Decker, Ragan | Boice    | 3:39     |  |
| 14.                         | «I'll Be There»  | Boice, Murillo, Ragan, Terrell       | Boice    | 4:01     |  |
| 15.                         | «Let Go»         | Busek, Decker, Gould, Murillo, Ragan | Gould    | 4:16     |  |

| iTunes bonus track |         |              |          |          |  |
| N.º                | Título  | Escritor(es) | Producer | Duración |  |
| 16.                | «Ghost» | Boice, Ragan | Boice    | 3:21     |  |

## Puesto
| Lista (2015)                            | Posiciones |
| --------------------------------------- | ---------- |
| Estados Unidos (Billboard 200)          | 18         |
| Estados Unidos (Top Alternative Albums) | 4          |
| Estados Unidos (Top Rock Albums)        | 4          |
| Estados Unidos (Top Hard Rock Albums)   | 2          |

## Personal
- Charlie Scene - rap, guitarra, compositor.
- Da Kurlzz - tambores, percusión, voces, gritos, compositor.
- Danny - voces limpias, compositor.
- Funny Man - Rapping, compositor.
- J-Dog - teclados, sintetizador, piano, guitarra rítmica, rap, Gritos, compositor.
- Johnny 3 Tears - rapero, compositor, gritos.